# Mantella baroni
Tên tiếng Anh: Baron's mantella, variegated golden frog, Madagascar poison frog
Mantella baroni là một loài ếch trong họ Mantellidae. Chúng là loài đặc hữu của Madagascar. Các môi trường sống tự nhiên của chúng là các khu rừng ẩm ướt đất thấp nhiệt đới hoặc cận nhiệt đới, các khu rừng vùng núi ẩm nhiệt đới hoặc cận nhiệt đới, sông, và các khu rừng trước đây bị suy thoái nặng nề. Loài này đang bị đe dọa do mất môi trường sống.

## Hình ảnh

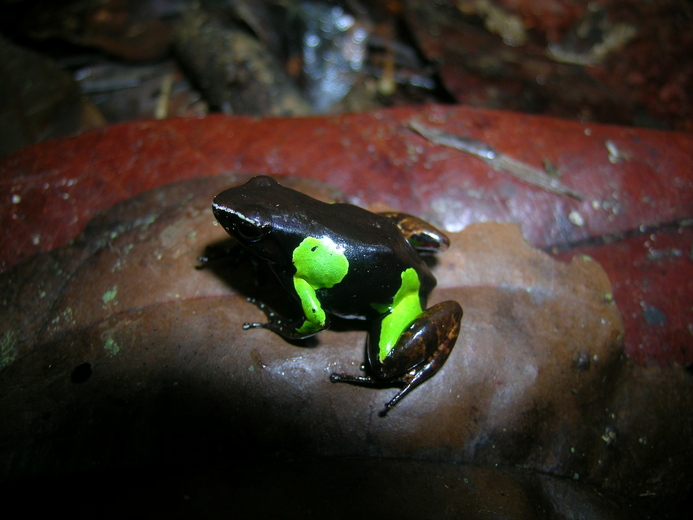
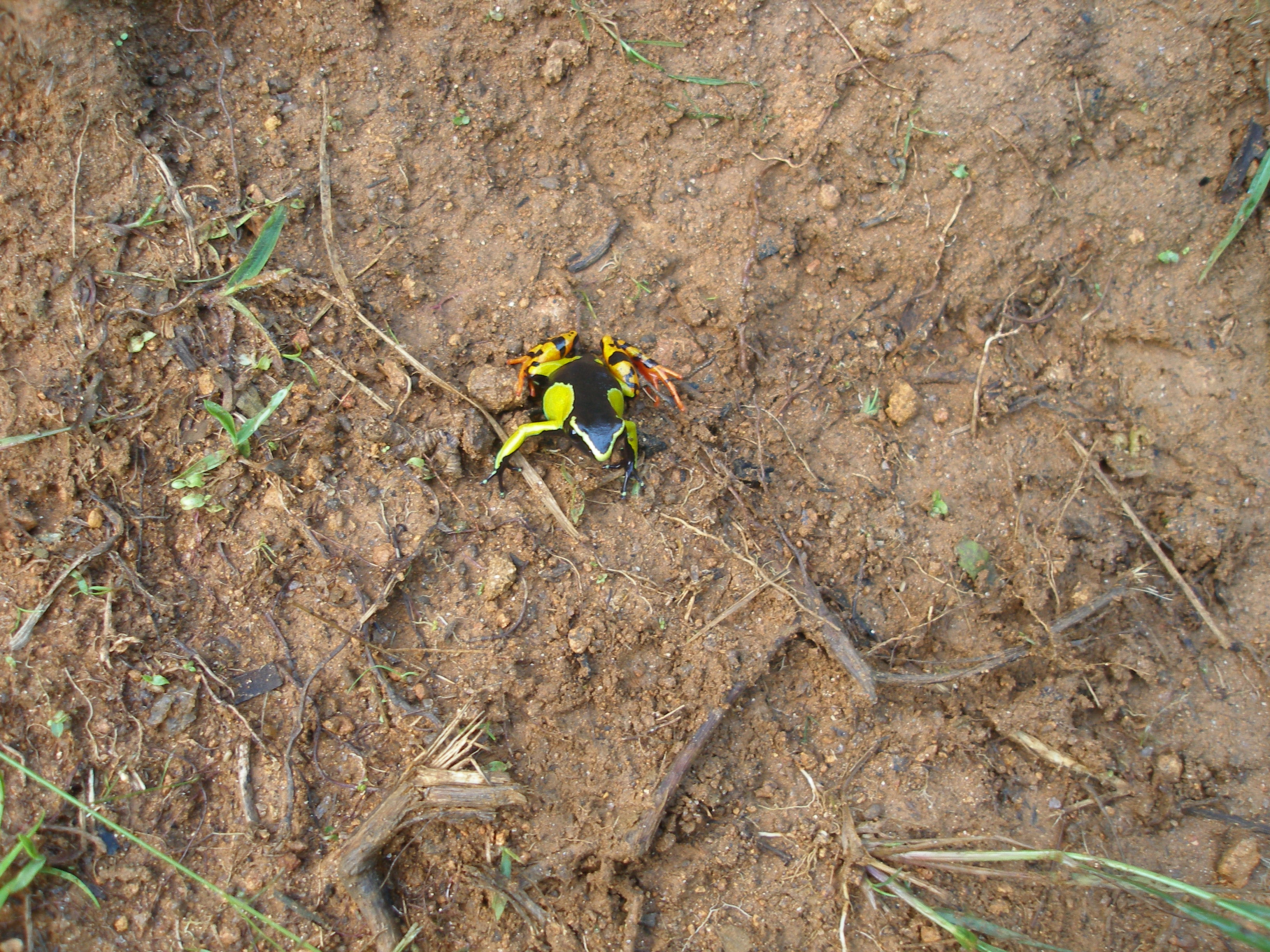